# Demeter György (katonapolitikus)
Demeter György (Budapest, 1929. június 2. –) magyar katonapolitikus, a hadtudományok kandidátusa (1972), nyugalmazott ezredes.
Kandidátusi disszertációját 1972-ben védte meg, értekezésének címe „A NATO és fegyveres erői háborús készültségbe helyezése észlelésének és megállapításának lehetőségei rádiófelderítés utján”.
1991-ben a HM Védelmi Kutatóintézet külső munkatársa volt.

## Kutatási területe
A Magyar Tudományos Akadémia köztestületének tagjaként kutatási területei:
- A NATO válságkezelési rendszere és ennek hatása a magyar válságkezelésre.
- Az interaktív kommunikáció tematikája és alkalmazása a nyelvoktatásban.

## Publikációi
- Eurorakéták vagy eurobéke, Népszabadság, (1981)[7]
- Demeter György: Űrhadviselés, 1984. Budapest, Zrínyi Katonai Kiadó – ISBN 963 326 175 9[8]
- A titkos brit rádióháború 1900–1986, Honvédségi Szemle (1992)[9]
- A változó NATO. Dokumentumok 1989–1994 [szerk. Demeter György] (1994) HM Stratégiai és Védelmi Kutatóintézet
- NATO kézikönyv (Partneri viszony és együttműködés) [szerk. Demeter György] (1995) Stratégiai és Védelmi Kutatóintézet-NATO Információs és Sajtóiroda - ISBN 963 8117 20 6
- NATO Kézikönyv (Partneri viszony és együttműködés) [szerk. Demeter György] (1997) Stratégiai és Védelmi Kutatóintézet-NATO Információs és Sajtóiroda – ISBN 963-8117-34-6
- Nők a hadseregben [szerk. Demeter György] LCKKK Könyvek 1. szám, (1998) ISBN 0489001607522
- NATO Kézikönyv (50. évforduló NATO 1949-1999 OTAN - Jubileumi kiadás) [szerk. Demeter György] (1999) Stratégiai és Védelmi Kutatóintézet-NATO Információs és Sajtóiroda – ISBN 963-811-762-1

## Díjai, kitüntetései
- Vörös Csillag Érdemrend (1985)[10]